# Stakčínska Roztoka
Stakčínska Roztoka (maďarsky Zuhatag, rusínsky Стащіньска Ростока) je obec na Slovensku v okrese Snina v Prešovském kraji na úpatí Bukovských vrchů. Leží v ochranném pásmu Národního parku Poloniny. Žije zde 302 obyvatel.
První písemná zmínka o obci je z roku 1574.